# Spartak Myjava
TJ Spartak Myjava is een Slowaakse voetbalclub.
De club uit Myjava werd op 8 augustus 1920 opgericht als Športový klub Myjava (ŠK Myjava). In 1944 werd het toenmalige hoogste Slowaakse niveau bereikt. Tussen 1968 en 1973 speelde de club in de Kreisliga maar zakte daarna weg.
In 2000 fuseerde de club met Slovan Turá Lúka  tot MŠK Spartak Myjava en in 2005 werd de huidige naam aangenomen. In 2011 promoveerde de club naar de 1. slovenská futbalová liga waarin het in 2012 kampioen werd. In het seizoen 2012/13 speelde Spartak Myjava voor het eerst in de Corgoň Liga. In december 2016 trok de club zich terug uit de profcompetitie.

## Naamsveranderingen
- 1920 — ŠK Spartak Myjava
- ? — TJ Spartak Myjava
- 2001 — MŠK Spartak Myjava
- 2005 — TJ Spartak Myjava

## Erelijst
- 1. slovenská futbalová liga

Winnaar (1x): 2012

## Eindklasseringen
| Seizoen   | №         | Clubs     | Divisie      | Duels     | Winst     | Gelijk    | Verlies   | Doelsaldo | Punten    | Tsch      |
| Slowakije | Slowakije | Slowakije | Slowakije    | Slowakije | Slowakije | Slowakije | Slowakije | Slowakije | Slowakije | Slowakije |
| --------- | --------- | --------- | ------------ | --------- | --------- | --------- | --------- | --------- | --------- | --------- |
| 2011–2012 | 1         | 12        | 1. liga      | 33        | 20        | 11        | 2         | 64–16     | 71        | 1.070     |
| 2012–2013 | 4         | 12        | Corgoň Liga  | 33        | 13        | 9         | 11        | 43–37     | 48        | 2.143     |
| 2013–2014 | 7         | 12        | Corgoň Liga  | 33        | 13        | 6         | 14        | 45–54     | 45        | 2.050     |
| 2014–2015 | 9         | 12        | Fortuna Liga | 33        | 11        | 6         | 16        | 38–53     | 39        | 1.532     |
| 2015–2016 | 3         | 12        | Fortuna Liga | 33        | 18        | 6         | 9         | 41–33     | 60        | 1.556     |

## In Europa
#Q = #kwalificatieronde, T/U = Thuis/Uit, W = Wedstrijd, PUC = punten UEFA coëfficiënten .
Uitslagen vanuit gezichtspunt Spartak Myjava 
| Seizoen | Competitie    | Ronde | Land                | Club          | Totaalscore | 1e W    | 2e W    | PUC |
| ------- | ------------- | ----- | ------------------- | ------------- | ----------- | ------- | ------- | --- |
| 2016/17 | Europa League | 1Q    | Vlag van Oostenrijk | Admira Wacker | 3-4         | 1-1 (U) | 2-3 (T) | 0.5 |

Totaal aantal punten voor UEFA coëfficiënten: 0.5